# Villa di Villa (Cordignano)
Villa di Villa è una frazione di Cordignano, in provincia di Treviso, confinante con la provincia di Pordenone.

## Geografia fisica
Villa di Villa è adagiata sulle colline a nord del capoluogo Cordignano, ai piedi delle prealpi, in un'area prevalentemente agricola e ricca di aree boschive ricche di varietà arboree, tra cui pini, faggi e abeti sui colli più alti, sopra i quali si estende la foresta del Cansiglio.
A nord è segnata dal Col Oliver, alto 1123 m s.l.m., e va scendendo verso gli altri rilievi fino al Col Castelir, a 359 m s.l.m., presso cui sopravvivono i resti del Castelat, antica fortificazione. Il centro si colloca più a sud, a 79 m s.l.m. di quota.

## Storia
Villa di Villa fonda le sue origini tra I e II millennio a.C., periodo a cui risalgono i primi insediamenti di cui si ha traccia. Sviluppatasi ulteriormente in epoca romana, specie per la sua posizione sulla strada che collega il Friuli a Serravalle, ebbe la sua fioritura sotto i longobardi.
Nel 1337, assieme all'attigua Cordignano divenne dominio veneziano, per poi passare ai nobili Rangoni di Modena, che lo dominarono tra XV e XVIII secolo.
Successivamente i Mocenigo subentrarono ai Rangoni, dando splendore a una preesistente residenza, oggi simbolo di Villa. Nel 1797 le truppe napoleoniche posero fine al dominio dei Mocenigo e fecero razzia di beni. 

Dopo il congresso di Vienna (1815) Villa di Villa divenne parte del comune di Cordignano.
Durante l'età contemporanea vide le vicende della resistenza e i mali delle guerre, raggiungendo, assieme al capoluogo comunale e alle altre frazioni, una certa fioritura economica nel secondo Novecento.

## Monumenti e luoghi d'interesse

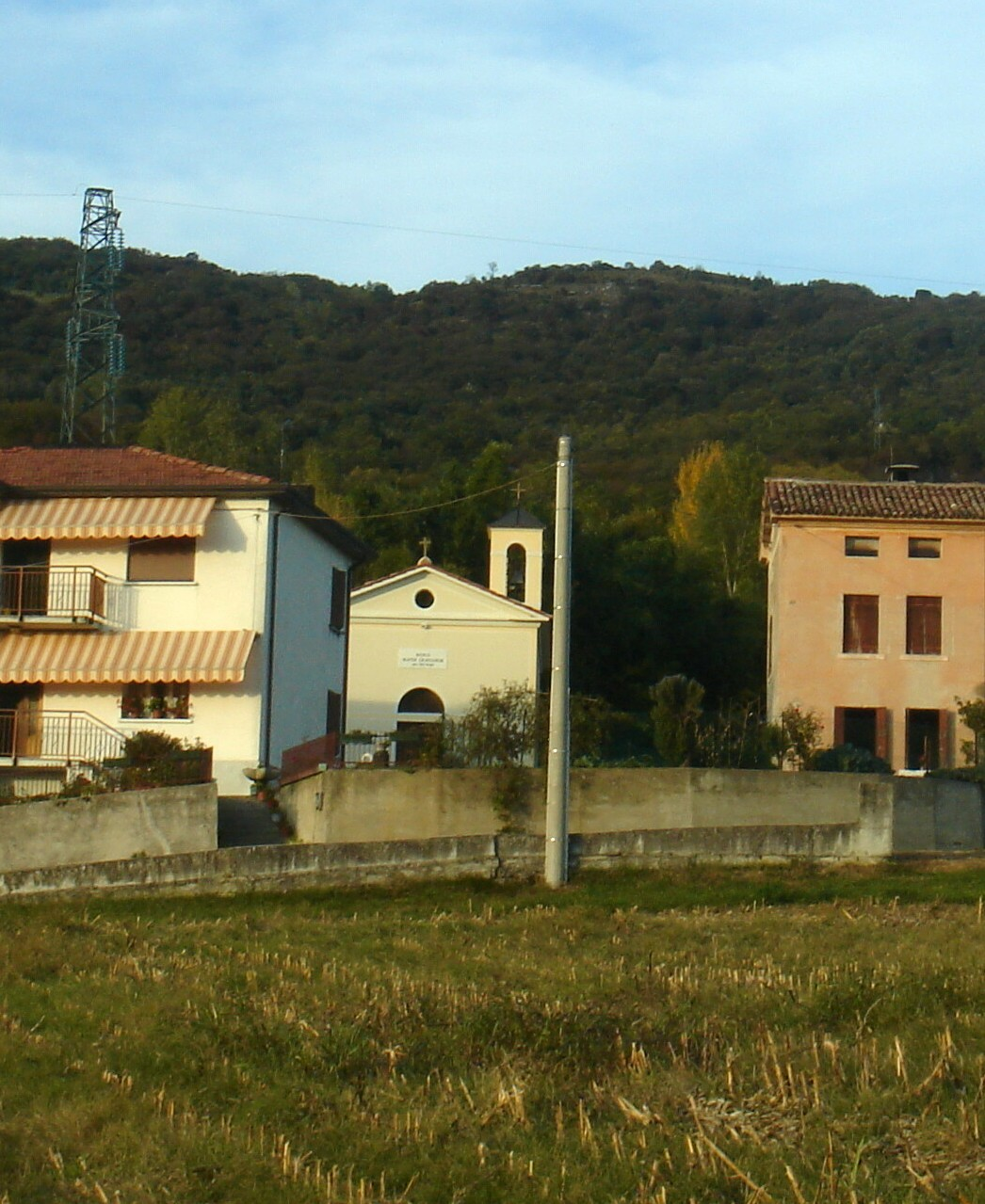
Chiesetta della Madonna delle Grazie

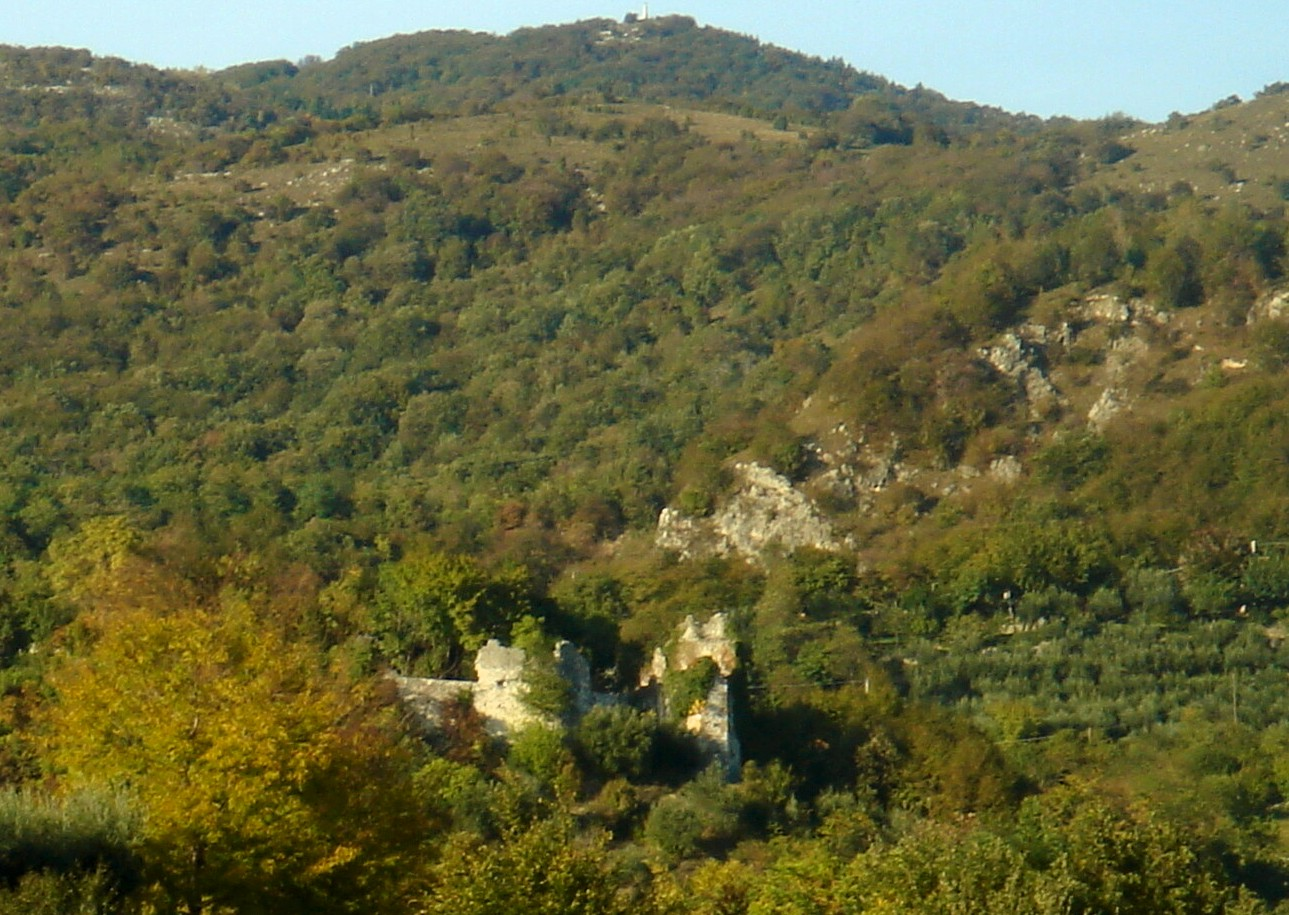
Ruderi del Castelat

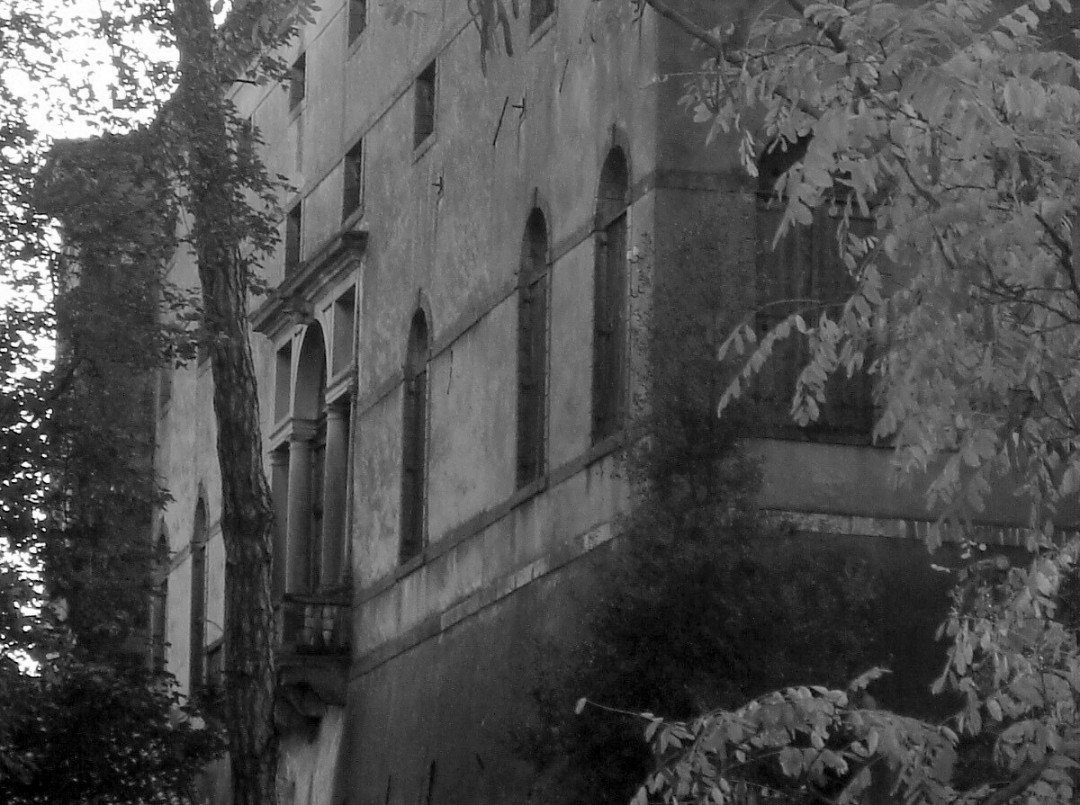
Villa Mocenigo, facciata posteriore

### Architetture religiose

#### Chiesa parrocchiale
La chiesa parrocchiale è il cuore del centro abitato: consacrata il 3 dicembre 1942, essa esiste fin dal XVI secolo.
In posizione rialzata rispetto alla strada e raggiungibile attraverso una gradinata, la facciata a capanna dell'edificio è caratterizzata da un portale rettangolare, posto al centro di una tripartizione attuata per mezzo di quattro lesene di ordine ionico, alla quale corrispondono tre nicchie vuote; l'architrave è sovrastato da un frontone con inscritto un piccolo rosone.
Annessa al lato destro c'è una piccola torre campanaria, aperta da una monofora con balaustra per lato e coronata da merlatura.

#### Chiesa della Madonna delle Grazie
A 160 metri di altitudine, su un'altura a nord est del centro, sorge una piccola chiesa dedicata alla Madonna delle Grazie e proprietà di una famiglia qui residente: il piccolo edificio sacro, di antica fondazione, fu ricostruito nel Novecento, a seguito di un terremoto.
Ha una facciata a capanna aperta dal portale e da una finestra a lunetta, sopra la quale una lapide recita Maria Mater Gratiarum ora pro nobis. Internamente la chiesa ha una navatella terminata dall'altare della Madonna a cui è consacrata. Incastonato sul lato destro, c'è un piccolo campanile.

### Architetture civili

#### Castelat
Il Castelat o castello di Cordignano è un'antica fortificazione posta sul Col Castelir e risalente all'XI secolo; nel Quattrocento, come dimostra un disegno del 1408 (Visualizzazione del disegno), il castello è ancora integro, ma, presumibilmente nel 1499, fu abbattuto per mano turca. Oggi ne restano soltanto i ruderi.

#### Villa Mocenigo
Palazzo appartenuto ad Antonio Altan nel Cinquecento, Villa Mocenigo detta "Belvedere" si mostra oggi nelle sue linee seicentesche, frutto di un ampliamento voluto da Leonardo Mocenigo, allora vescovo di Ceneda. Il massimo splendore fu raggiunto nel secolo successivo, quando vi soggiornò il doge Alvise IV Mocenigo, con al suo seguito Carlo Goldoni, che operò nel teatro interno alla villa. Nell'Ottocento Villa Mocenigo è legata al nome della famiglia Francesconi e alle vicende della resistenza antiaustriaca.